# リッチモンド郡 (ジョージア州)
リッチモンド郡（英: Richmond County）は、アメリカ合衆国ジョージア州の東部に位置する郡である。人口は20万6607人（2020年）。1777年2月5日に創設された、ジョージア州最初の郡の1つである。
1995年の住民投票後、郡庁所在地であるオーガスタ市とリッチモンド郡の政府は統合された。統合された政体はオーガスタ・リッチモンド郡と呼ばれ、あるいは単純にオーガスタと呼ばれている。郡南部にあるヘフジバ市とブライズ市は、住民投票で別の政体である道を選び、統合に加わらなかった。
リッチモンド郡は、オーガスタ都市圏に属している。都市圏の一部はサウスカロライナ州にも跨る

## 歴史
リッチモンド郡の郡名は、イギリスの政治家であり、アメリカ植民地の側に同調的だった第3代リッチモンド公爵チャールズ・レノックスに因んで名付けられた。リッチモンドはイギリス王ジョージ3世とは従兄弟だった。
リッチモンド郡は1777年に、新しく独立したジョージア州の憲法により設立された。州最初の郡の1つである。王室領植民地時代に英国国教会の教区だったセントポール・パリッシュが廃止され、そこから分離した。

## 地理
アメリカ合衆国国勢調査局に拠れば、郡域全面積は328.45平方マイル (850.7 km2)であり、このうち陸地324.04平方マイル (839.3 km2)、水域は4.41平方マイル (11.4 km2)で水域率は1.34%である。

### 主要高規格道路

#### 州間高速道路
- 州間高速道路20号線
- 州間高速道路520号線

#### アメリカ国道
- アメリカ国道1号線
- アメリカ国道25号線
- アメリカ国道25号線産業道路（オーガスタ）
- アメリカ国道78号線
- アメリカ国道278号線

#### ジョージア州道
- ジョージア州道4号線
- ジョージア州道10号線
- ジョージア州道28号線
- ジョージア州道56号線
- ジョージア州道56号線支線
- ジョージア州道88号線
- ジョージア州道88号線接続路
- ジョージア州道104号線
- ジョージア州道104号線接続路
- ジョージア州道121号線
- ジョージア州道223号線
- ジョージア州道232号線
- ジョージア州道383号線
- ジョージア州道402号線
- ジョージア州道415号線
- ジョージア州道540号線、滝線フリーウェイ、工事中

### 隣接する郡
| - エッジフィールド郡 (サウスカロライナ州) - 北 - エイキン郡 (サウスカロライナ州) - 北東 - バーク郡 - 南 | - ジェファーソン郡 - 南西 - マクダフィ郡 - 西 - コロンビア郡 - 北西 |

## 人口動態
以下は2000年国勢調査による人口統計データである。
| 基礎データ - 人口: 199,775人 - 世帯数: 73,920 世帯 - 家族数: 49,526 家族 - 人口密度: 238人/km2（616人/mi2） - 住居数: 82,312軒 - 住居密度: 98軒/km2（254軒/mi2） 人種別人口構成 - 白人: 45.55% - アフリカン・アメリカン: 49.75% - ネイティブ・アメリカン: 0.28% - アジア人: 1.50% - 太平洋諸島系: 0.12% - その他の人種: 1.01% - 混血: 1.78% - ヒスパニック・ラテン系: 2.78% 年齢別人口構成 - 18歳未満: 26.8% - 18-24歳: 12.0% - 25-44歳: 29.9% - 45-64歳: 20.5% - 65歳以上: 10.8% - 年齢の中央値: 32歳 - 性比（女性100人あたり男性の人口） - 総人口: 93.2 - 18歳以上: 89.8 | 世帯と家族（対世帯数） - 18歳未満の子供がいる: 33.6% - 結婚・同居している夫婦: 41.8% - 未婚・離婚・死別女性が世帯主: 20.8% - 非家族世帯: 33.0% - 単身世帯: 27.7% - 65歳以上の老人1人暮らし: 8.5% - 平均構成人数 - 世帯: 2.55人 - 家族: 3.13人 収入と家計 - 収入の中央値 - 世帯: 38,004米ドル - 家族: 52,892米ドル - 性別 - 男性: 30,028米ドル - 女性: 23,512米ドル - 人口1人あたり収入: 18,133米ドル - 貧困線以下 - 対人口: 19.6% - 対家族数: 16.2% - 18歳未満: 27.2% - 65歳以上: 14.1% |

## 都市
- オーガスタ - 郡庁所在地
- ブライズ
- ヘフジバ
- フォートゴードン